# Mina con bignè
Mina con bignè è il trentesimo album in studio della cantante italiana Mina, pubblicato nell'ottobre 1977 dalla PDU con distribuzione EMI Italiana.

## Descrizione
Chiude la serie degli album doppi, 6 in totale pubblicati a scadenza annuale dal 1972 al 1977, per un totale di 12 LP.
Originariamente venduto in coppia con Mina quasi Jannacci e i due vinili, inseriti nelle rispettive copertine, in un sacchetto telato su cui era stampato l'autografo della cantante. All'interno anche un foglio con tutti i testi, eliminato sia nelle ristampe sia nell'edizione su CD.
La primissima tiratura dell'LP, venduto anche singolarmente, ha la caratteristica di avere la copertina a busta chiusa stampata sul lato del cartoncino non rifinito e ruvido al tatto (quindi su retro), mentre il (fronte) lato lucido, liscio e bianco risulta essere rivolto all'interno della busta a protezione del disco. A causa del differente ancoraggio del colore sul cartone grezzo, la stampa monocroma violetta è nettamente più scura. Successivamente sarà messo in vendita con la copertina stampata sul lato "corretto", per cui il colore viola appare più chiaro e su fondo grigiastro. La ristampa seguente, con colori ancora più attenuati, è stata adoperata per la copertina dell'edizione in CD, che non contiene l'allegato con i testi delle canzoni.
Le fotografie vennero scattate da Mauro Balletti in occasione della realizzazione dei Caroselli per la cedrata Tassoni.
Distribuito anche su MC (PDU PMA 688) e rimasterizzato nel 2001 su CD (EMI 5354592). Ristampato su vinile in Turchia nel 1978 (Numar Un AK 031) e su CD (prima edizione, non rimasterizzata) in Svizzera e Italia nel 2000 (PDU 090 7906942).
Le tracce erano tutte inedite, eccetto Giorni e Ormai, già pubblicate sul singolo di luglio che ha anticipato l'album.
- Amante amore

Prima incursione nel genere dance della cantante, che proporrà la canzone, scritta da Cristiano Malgioglio e Pino Presti, anche dal vivo nel suo ultimo concerto (vedi Mina Live '78).
Due sono le cover da originali in portoghese: Balla chi balla di Bala com bala incisa nel 1973 da Elis Regina e Che lui mi dia di Basta um dia incisa dall'autore Chico Buarque nel 1976. I testi in italiano sono rispettivamente di Giorgio Calabrese e Sergio Bardotti.
Un solo il rifacimento dall'inglese: Una ragazza in due di Down Came the Rain hit dell'autore Mitch Murray, in Italia con il testo di Leo Chiosso e già successo dei I Giganti nel 1966.
- Señora melancolía

Canzone scritta appositamente per questo album di Mina dal cantautore polistrumentista cileno trapiantato in Italia Willy Morales. Sarà un successo internazionale per Liesbeth List in francese con titolo Madame Mélancolie in Francia e Benelux, ma anche in Cile e Messico in spagnolo nella voce della cantante Lissette. Curiosamente l'unica versione in italiano (Signora malinconia, testo di Roby Matano) sarà pubblicata dallo stesso autore (1979).

## Tracce
Lato A
1. Da capo – 3:16 (testo: Marco Luberti – musica: Riccardo Cocciante; edizioni musicali PDU/Jeans/RCA)
2. Ma che bontà – 3:00 (Enrico Riccardi; edizioni musicali PDU/Jubal)
3. Amante amore – 4:10 (testo: Cristiano Malgioglio – musica: Pino Presti; edizioni musicali PDU)
4. Oroscopo – 3:45 (testo: Cristiano Malgioglio – musica: Corrado Castellari; edizioni musicali PDU)
5. Balla chi balla (Bala com bala) – 3:38 (testo: Giorgio Calabrese – musica: João Bosco; edizioni musicali Esedra)
6. Giorni – 4:50 (testo: Luigi Albertelli – musica: Shel Shapiro; edizioni musicali PDU/Shesha)

Lato B
1. Ormai – 4:08 (Andrea Lo Vecchio; edizioni musicali PDU/Shesha)
2. Tradirò – 4:20 (Simon Luca; edizioni musicali PDU/Wiz)
3. Una ragazza in due (Down Came the Rain) – 3:08 (testo: Leo Chiosso – musica: Mitch Murray, Robin Conrad; edizioni musicali Rias)
4. Señora melancolía – 4:43 (Willy Morales; edizioni musicali PDU/Senza fine)
5. La tua voce dentro l'anima – 3:42 (Mario Nobile; edizioni musicali PDU)
6. Che lui mi dia (Basta um dia) – 2:38 (testo: Sergio Bardotti – musica: Chico Buarque de Hollanda; edizioni musicali PDU)

## Arrangiamenti e direzione d'orchestra
- Alberto Visentin - Da capo
- Sergio Parisini - Oroscopo
- Shel Shapiro - Giorni
- Rodolfo Grieco - Ormai
- Simon Luca e Alberto Mompellio - Tradirò
- Gianni Ferrio - Ma che bontà, Balla chi balla, Señora melancolía, Che lui mi dia
- Pino Presti - Amante amore, Una ragazza in due, La tua voce dentro l'anima

Tecnico del suono: Nuccio Rinaldis